# Cat Person
Cat Person è un racconto di Kristen Roupenian edito per la prima volta nel dicembre 2017 sul New Yorker. La BBC lo riporta "molto condiviso online perché gli utenti dei social media parlano di quanto sia attinente al vedersi con qualcuno al giorno d'oggi".
Il racconto è stato adattato nel film omonimo di Susanna Fogel.

## Trama
Il racconto narra la breve relazione tra Margot, ventenne universitaria al secondo anno, e il più maturo Robert, cliente abituale del cinema dove lei lavora. Dopo uno scambio di battute allo snack bar, lui le chiede il numero di telefono e intraprendono una lunga conversazione messaggistica. Nei messaggi Margot lo trova simpatico, e le conversazioni si infittiscono, ma lui appare più impacciato e scostante quando lei cerca un incontro di persona.
Tornata dalle vacanze invernali, Margot incontra finalmente Robert per vedere un film insieme, trovarsi al bar e infine recarsi a casa sua. Sebbene delusa e imbarazzata durante l'appuntamento, Margot accetta di fare l'amore con lui. Dopo il rapporto intimo, che non le è molto piaciuto, viene a sapere che lui ha trentaquattro anni e riflette sull'impersonalità delle loro conversazioni via chat.
Risolve allora di dirgli che frequentarlo non le interessa più, ma non si decide mai a leggere i suoi messaggi, perché non si sente in grado di farlo in modo deciso ma con il giusto tatto. Alla fine, spronata da una compagna d'appartamento, recide il rapporto bruscamente proprio con un messaggino. Un mese dopo intravede i propri amici al bar con l'uomo, si trova a disagio all'idea che lui la stia cercando e quindi lo evita. La sera stessa lui le scrive più volte timidi complimenti che poi, di fronte al silenzio di lei, si fanno sempre più bisognosi d'attenzione, poi aggressivi, e infine culminano nell'insulto.

## Accoglienza
Il Washington Post parla di Cat Person come di un contenuto unico tra quelli del New Yorker per la sua risonanza presso il pubblico più giovane: «[è tra le] prime volte [che] qualcosa, nella rivista, pare ritrarre la vicenda non degli intellettuali più anziani ma dei millennials». The Atlantic osserva che «la rappresentazione di una storia d'amore inquieta in Cat Person sembra incontrare l'apprezzamento di innumerevoli donne» e ne parla come di un'«appendice letteraria al momento #MeToo più recente». Il racconto è stata il più letto dell'anno del New Yorker. Secondo molti lettori ha colto il modo di essere donna e ventenne nel 2017, compreso «il bisogno disperato di essere considerata educata e gentile a tutti i costi».
Dopo il successo del racconto, Kristen Roupenian si è aggiudicata un affare milionario con la Scout Press per l'opera prima, che è stata oggetto di accesa competizione nel mercato statunitense, con offerte che hanno superato il milione di dollari. La scrittrice ha ottenuto un anticipo di 1,2 milioni per la raccolta antologica You Know You Want This (2019) che include Cat Person.

## Controversie
Nel luglio 2021 Alexis Nowicki ha pubblicato un articolo sulla rivista Slate accusando Kristen Roupenian di essersi appropriata dettagli della vita sua e del suo ex ragazzo per usarli in Cat Person.
Secondo Elisabeth de Mariaffi di Maclean's, «Twitter si è scatenato, con lettori che faticavano a capire come una scrittrice potesse giustificare l'uso di simili dettagli della vita reale e scrittori che invece facevano blocco per difendere sé stessi». La redattrice del Guardian Rhiannon Lucy Cosslett ha scritto del rischio che i lettori percepiscano come «non etico usare la storia di qualcun altro in questo modo».
In un'e-mail di replica, Kristen Roupenian ha dichiarato di essersi «imbattuta» nel ragazzo e di aver poi scoperto di Alexis Nowicki attraverso i social media. La scrittrice ha riconosciuto che i fatti appresi dai social hanno funto da «punto di partenza» per «una storia che è principalmente frutto di fantasia, ma che attinge anche alle [sue] esperienze personali, passate e presenti». Si è comunque scusata di non aver occultato dettagli come la città di residenza, dichiarando: «Posso ben capire come l'inclusione di quei dettagli nella storia ti provochi dolore e smarrimento».
L'articolo di Alexis Nowicki sottolinea importanti differenze tra Cat Person e la sua relazione. Elisabeth de Mariaffi nota che «lo spessore di Cat Person, ciò che ha fatto apprezzare il racconto, è proprio quella parte che Nowicki dichiara diversa dalla realtà».